# Basse-Terre
Basse-Terre je hlavní město souostroví Guadeloupe, které je součástí Malých Antil a závislým zámořským departementem Francie (tzv. DOM - département d'outre-mer). Basse-Terre je i název obce a jednoho ze dvou hlavních ostrovů, které Guadeloupe tvoří (vedle menšího Grande-Terre).

## Poloha
Město Basse-Terre se nachází na jihozápadě stejnojmenného ostrova Basse-Terre, který je jedním ze dvou hlavních, vzájemně propojených ostrovů Guadeloupe. Město se nachází v úpatí sopky Soufrière (1467 m).

## Pojmenování
Název Basse-Terre (doslova "Nízká země") údajně vychází z námořnického výrazu ze 17. století, jenž měl označovat místo na pobřeží ochráněné před prudkými větry.

## Obyvatelstvo
Samotné město má v současnosti necelých 15 tisíc obyvatel a je druhým největším městem Guadeloupu po Pointe-à-Pitre (26 tisíc obyvatel), které je zároveň hospodářským centrem země.

## Galerie

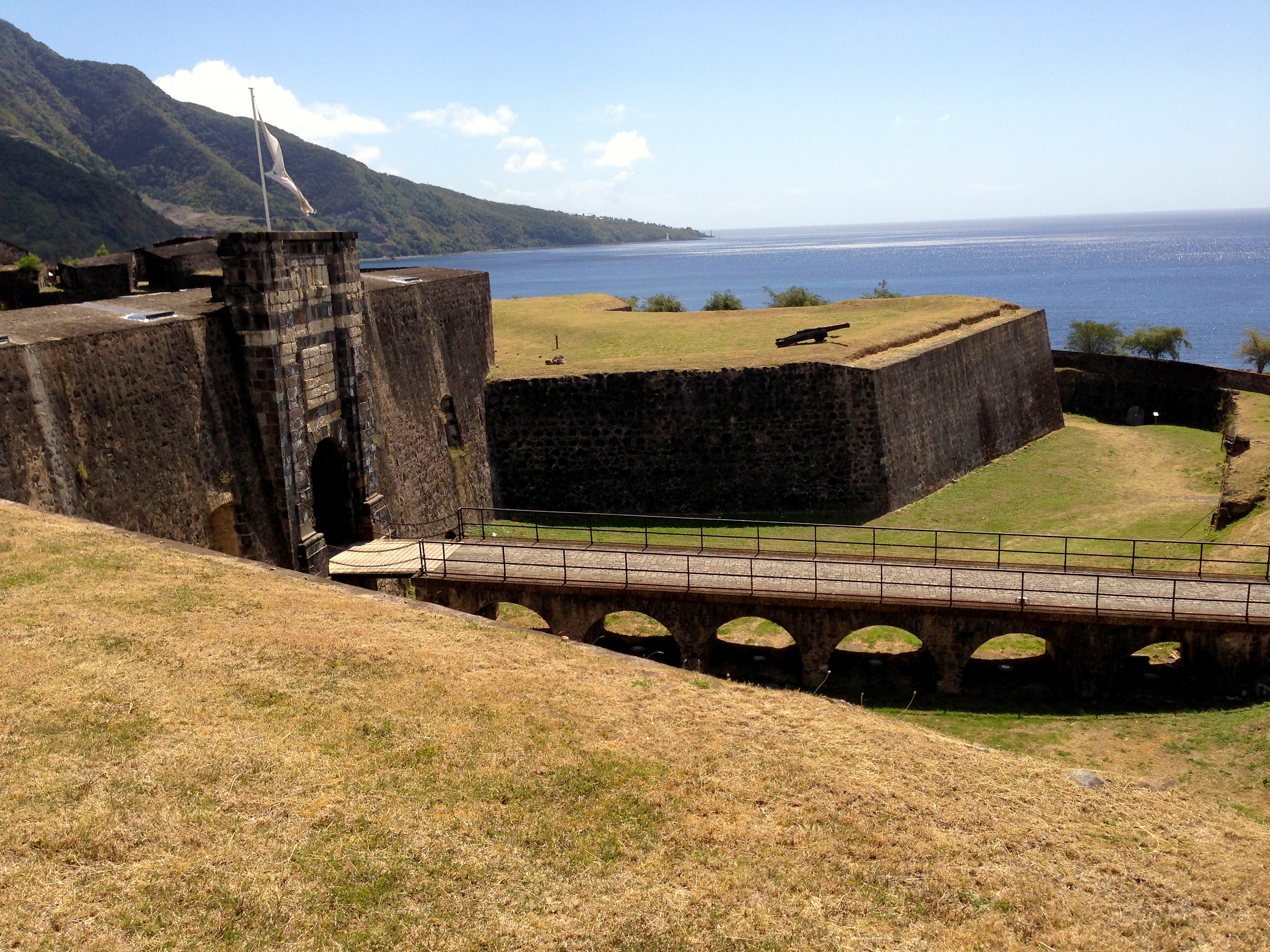
Hlavní brána do pevnosti Luis Delgrés
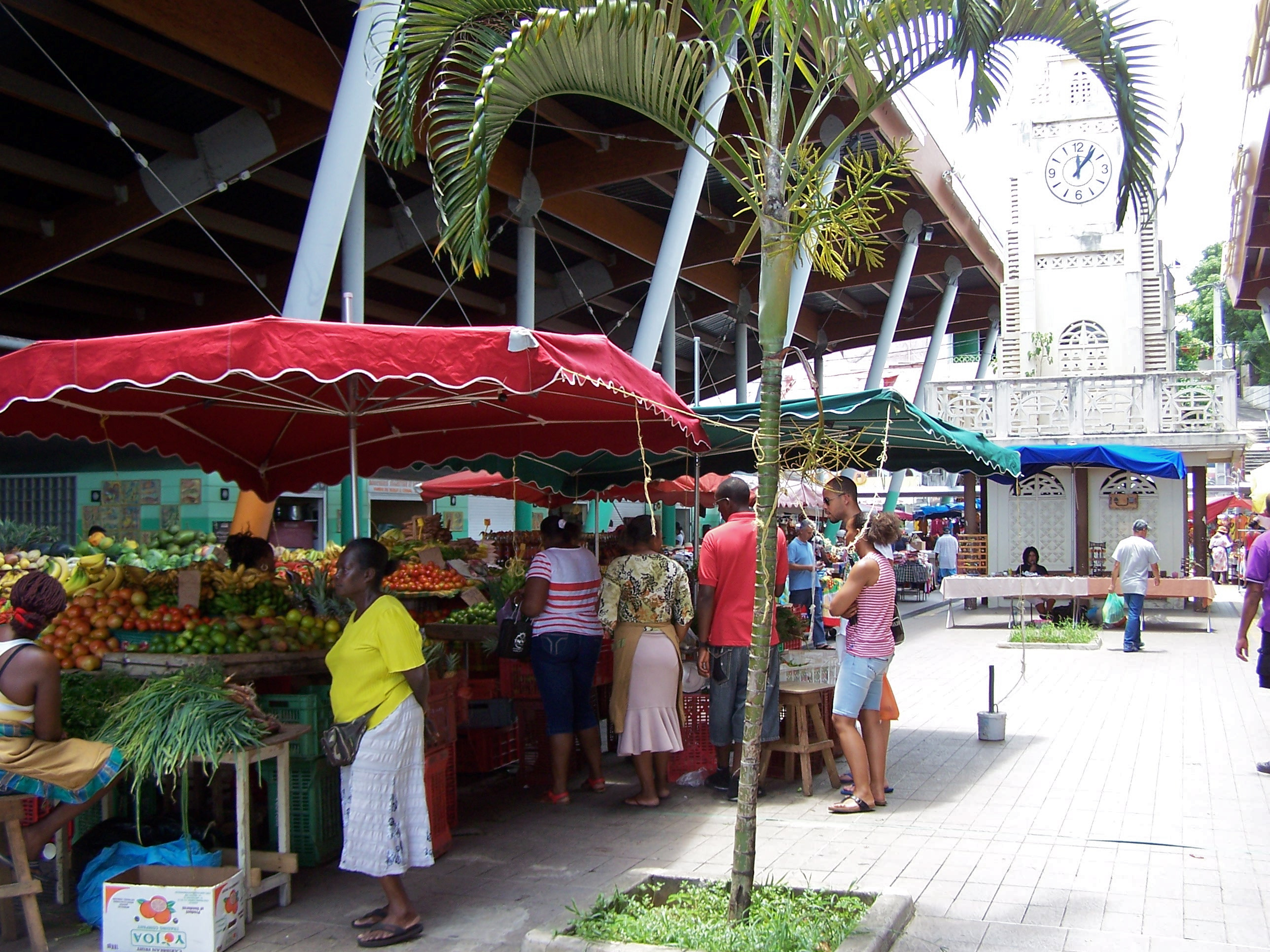
Tržiště v Basse-Terre
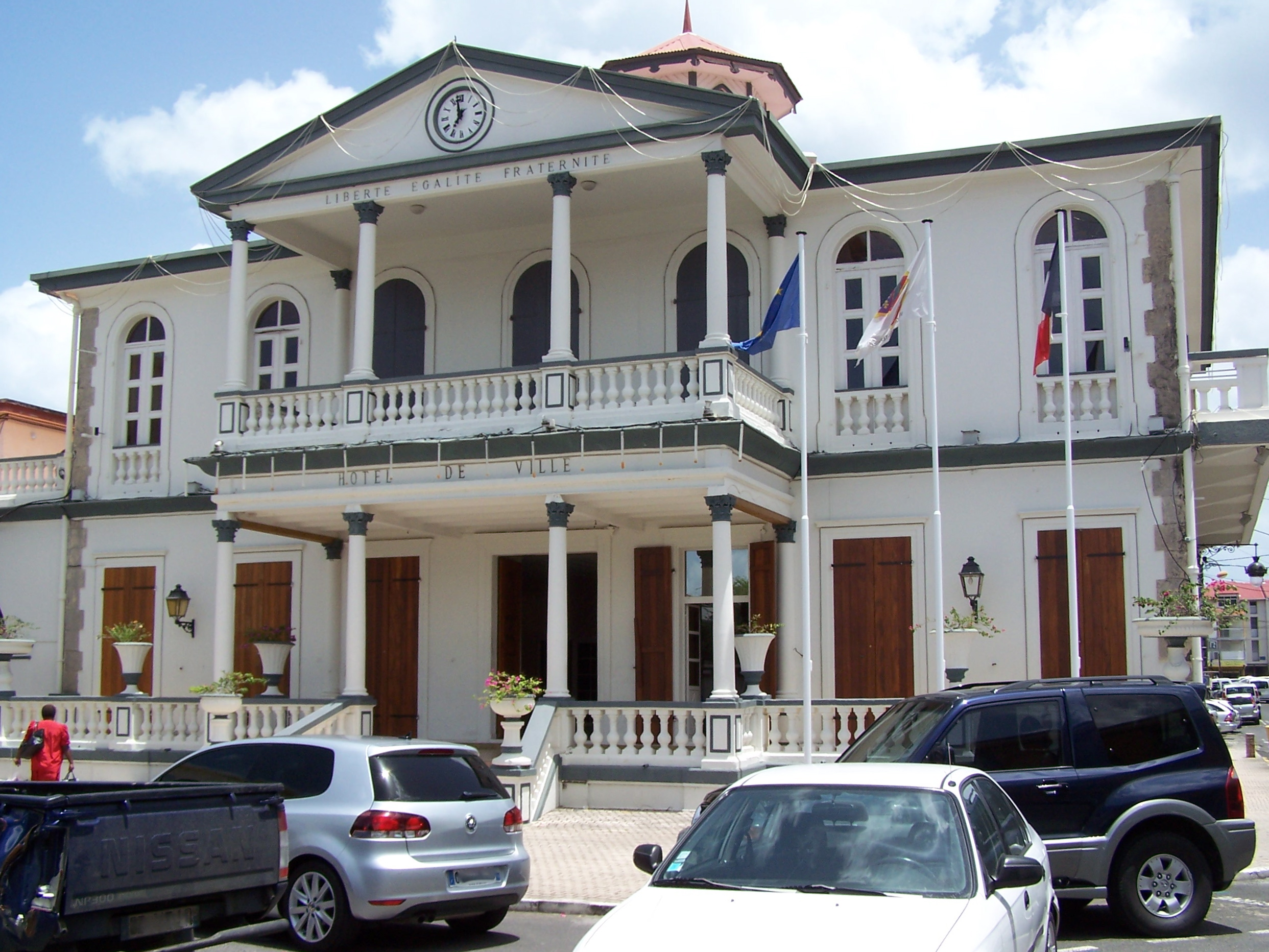
Budova radnice
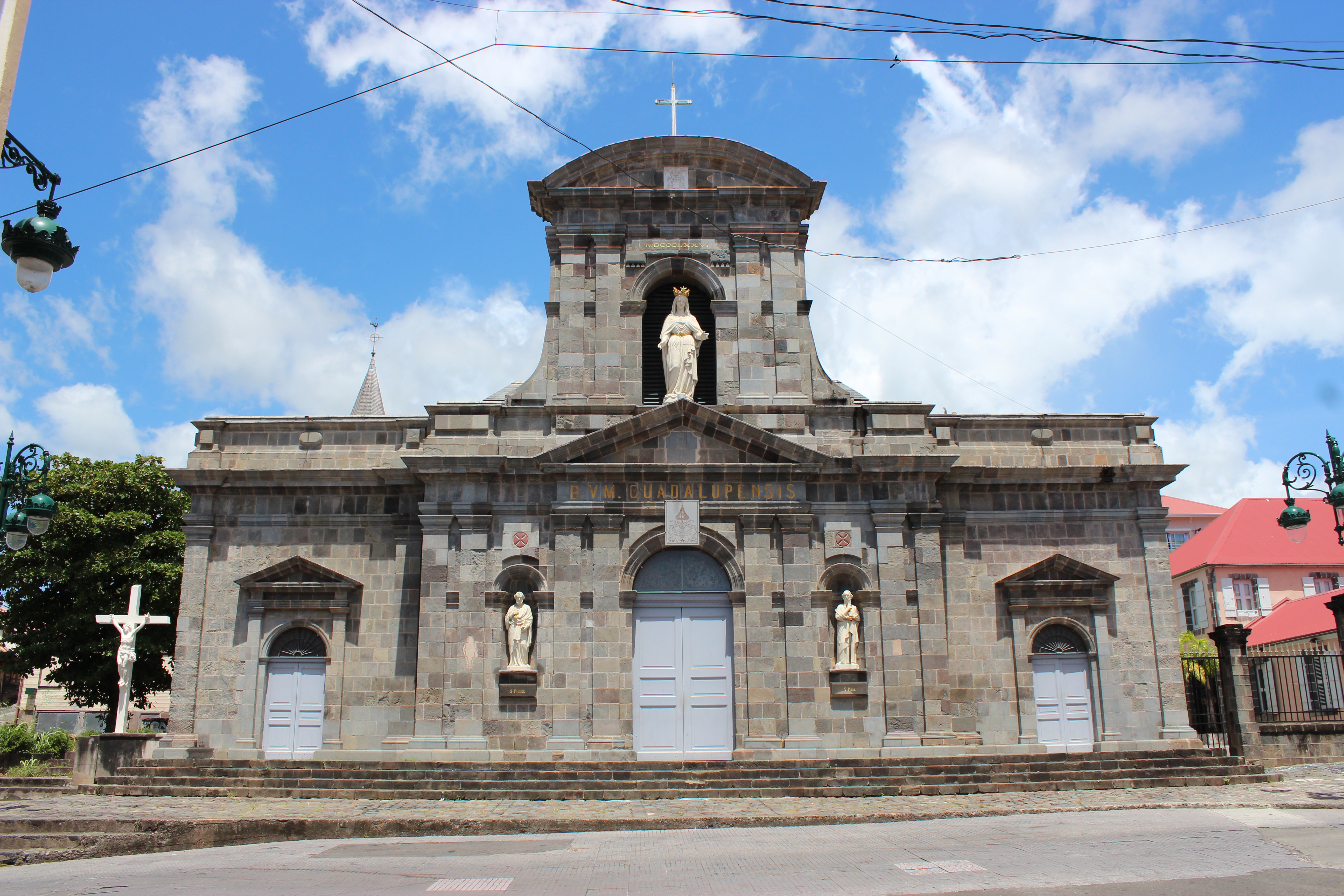
Katedrála Notre Dame de Guadeloupe